# Astronidium navigatorum
Astronidium navigatorum är en tvåhjärtbladig växtart som beskrevs av Erling Christophersen. Astronidium navigatorum ingår i släktet Astronidium och familjen Melastomataceae. Inga underarter finns listade i Catalogue of Life.